# Curt Delander

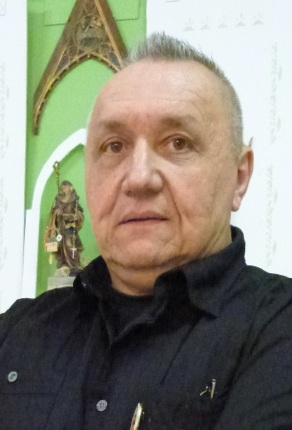
Curt Delander (2012)

Curt Delander (eigentlich Kurt Dedich; * 1950 in Bonn) ist ein deutscher Travestiekünstler.

## Werdegang
Er wurde 1950 mit bürgerlichem Namen Kurt Dedich als Sohn der Bonner Künstlerfamilie Dedich geboren. Seine Mutter war Tänzerin und schwärmte für Marika Rökk, sein Vater war Opern- und Operettentenor am Bonner Theater und ein glühender Verehrer von Johannes Heesters. Delander erlernte den Beruf des Schaufensterdekorateurs. In den 1970er-Jahren gründete er die Travestiegruppe „Crazy Boys“, die als eine der ersten Travestiegruppen Deutschlands bundesweit auftrat. Außerdem betrieb er 13 Jahre lang die Kleinkunstbühne „Zarah L“ in der Bonner Maxstraße, wo er in seiner Paraderolle als Zarah Leander zu sehen war. Das künstlerische Interesse für sein großes Idol Zarah Leander war 1963 im Bonner Metropoltheater bei einem Auftritt der Diva geweckt worden. Später war er mehr als dreißig Jahre bei fast allen ihren Auftritten dabei. 1981 ersteigerten die Eltern Bühnenkostüme von Zarah Leander. Diese waren der Grundstock für Delanders große Sammlung an Kostümen und Erinnerungsstücken.
1994 überließ er seine Sammlung, die neben den wertvollen Abendkleidern der Diva auch Schmuck, Accessoires und zahllose Erinnerungsstücke enthält, dem Stadtmuseum Bonn.
Neben seinen künstlerischen Aktivitäten unterstützte er unter anderem 1992 den damals in Bonn neu gegründeten Verein für Hospizarbeit „Bonn Lighthouse“ besonders in den Gründungsjahren intensiv, 2006 die Bürgerinitiative „Rettet das Metropol“. Er bewahrt das Andenken an die im Zweiten Weltkrieg zerstörte Gertrudiskapelle im Bonner Rheinviertel. Sie stand bis zu den Bombenangriffen in der Giergasse (Gertrudgasse) und war lange in Vergessenheit geraten.
Curt Delander ist bekennender Schwuler und Katholik. Er lebt in der inneren Nordstadt Bonns.

## Ehrungen
- 2014: Bundesverdienstkreuz am Bande der Bundesrepublik Deutschland[1]